# دييغو سوسا
دييغو سوسا (بالإسبانية: Diego Alejandro Sosa)‏ هو لاعب كرة قدم أرجنتيني في مركز ظهير ‏، ولد في 28 يوليو 1997 في بوينس آيرس في الأرجنتين. لعب مع تيغري.

## وصلات خارجية
- دييغو سوسا على موقع قاعدة بيانات كرة القدم.إي يو (الإنجليزية)
- دييغو سوسا على موقع Soccerway.com (الإنجليزية)